# 昭山站
昭山站，位于中华人民共和国湖南省湘潭市岳塘区昭山乡，是长株潭城际铁路上的火车站，于2016年12月26日启用，由广州局集团管辖。

## 歷史
- 2016年12月26日启用。

## 車站周邊

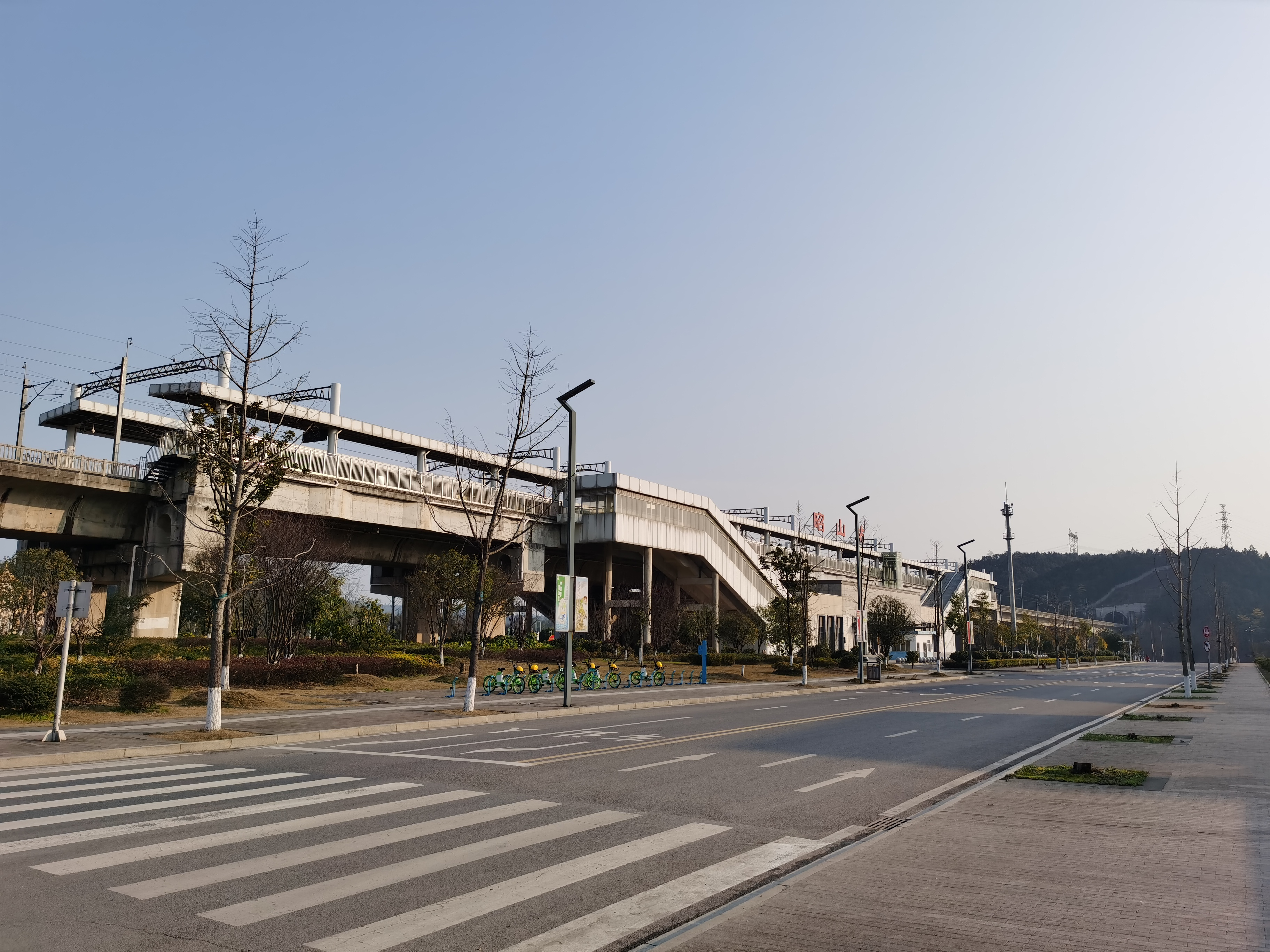
昭山站外景

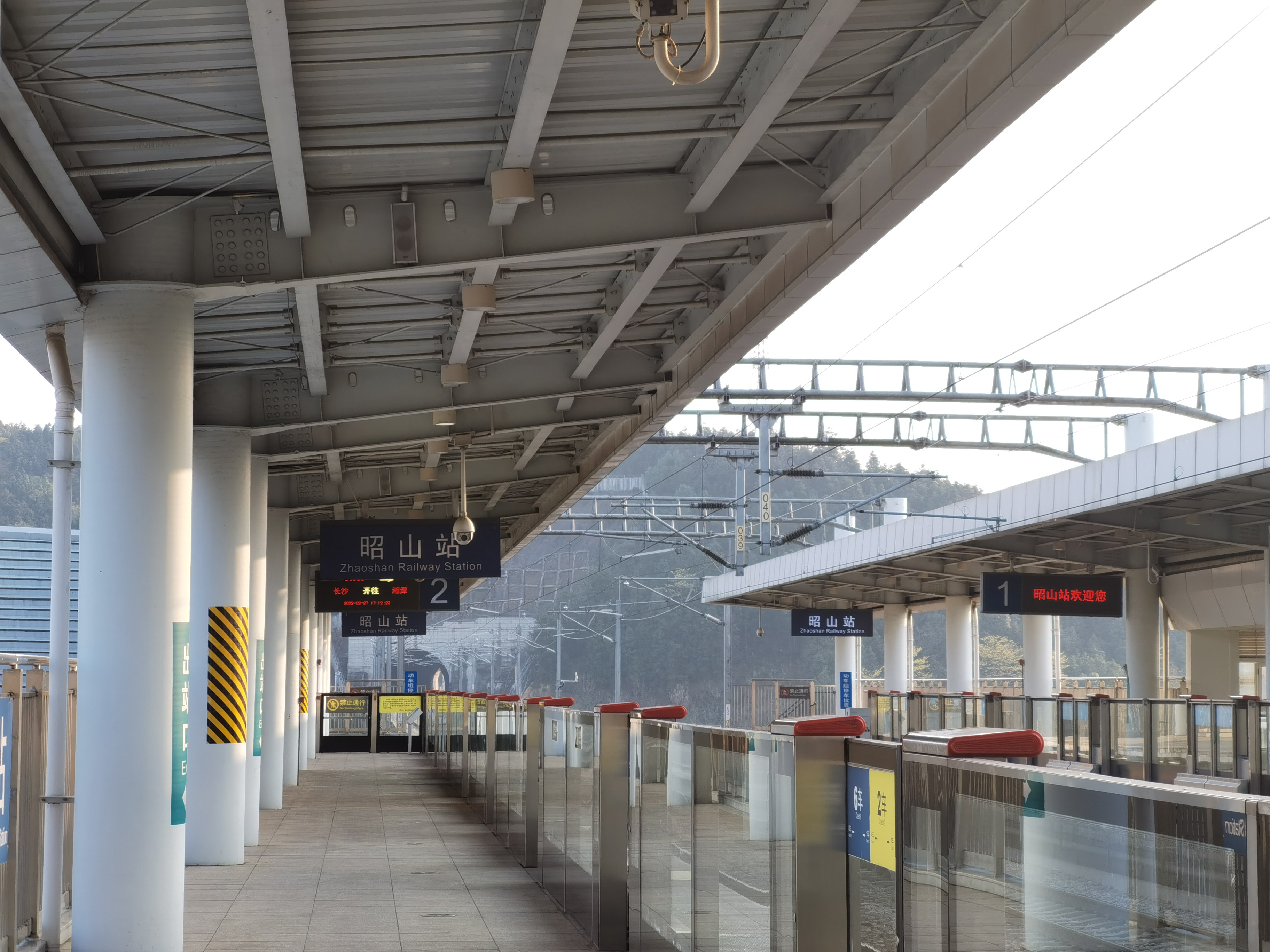
昭山站2站台

- 湘潭市昭山地税所
- 中国农业银行株易路分理处
- 中国铁通长株潭大市场营业厅
- 湘潭雅帝酒店

## 外部連結
- 中国铁路客户服务中心（页面存档备份，存于）